# Ophichthidae

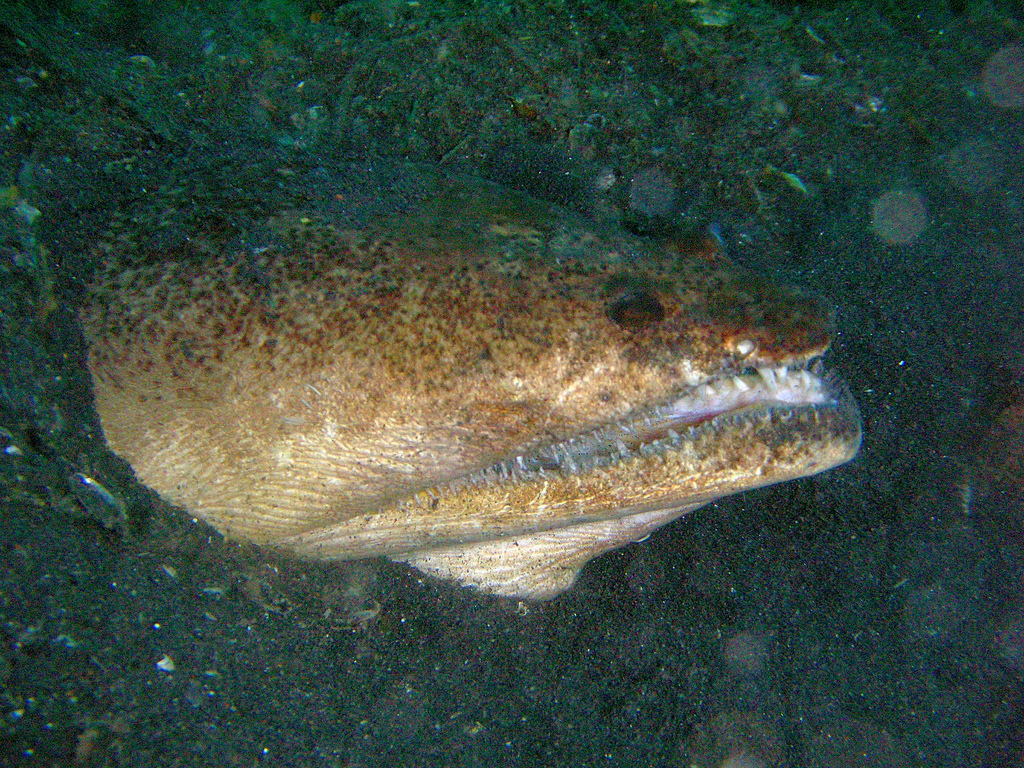
Brachysomophis cirrocheilos

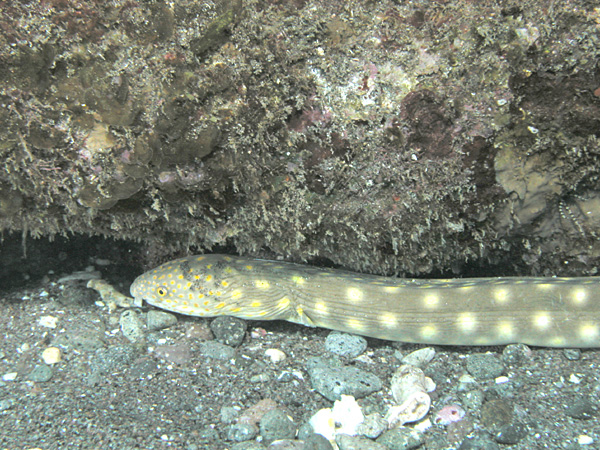
Myrichthys breviceps

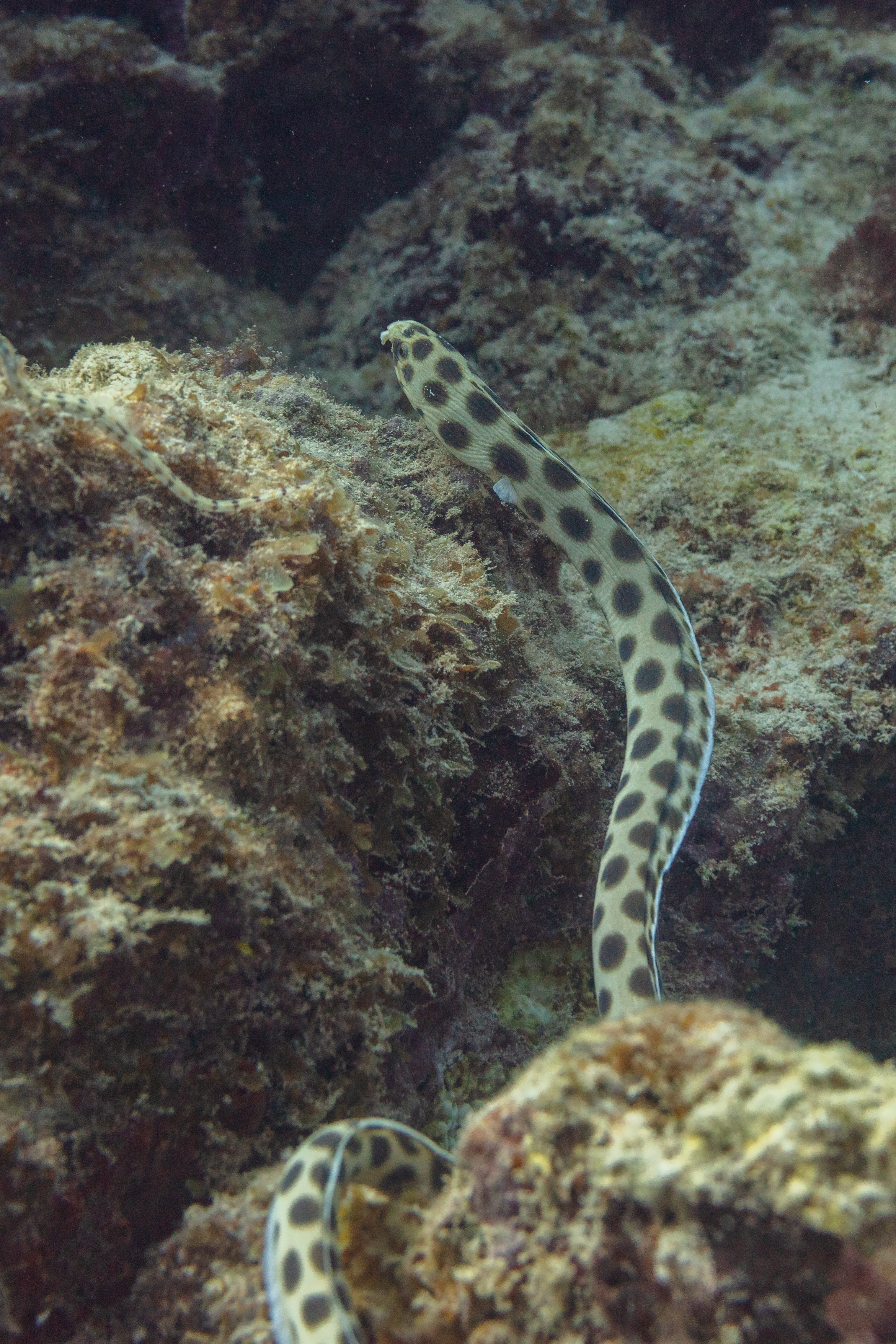
Myrichthys maculosus

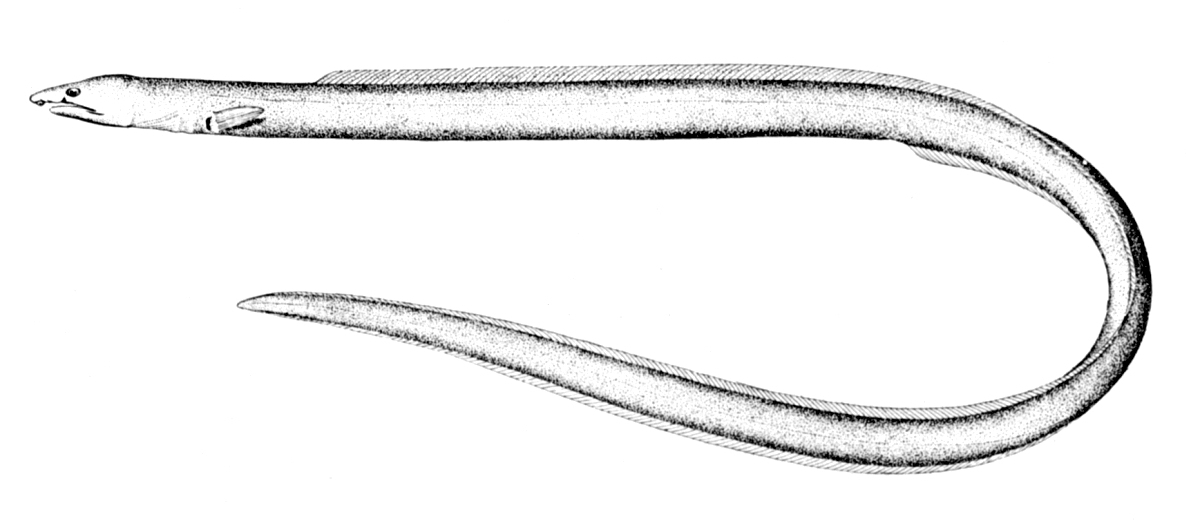
Ophichthus cruentifer

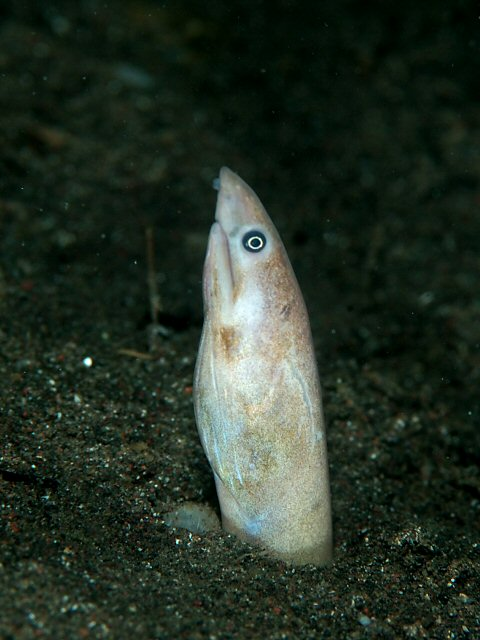
Apterichtus moseri

Los ofíctidos (Ophichthidae) son una familia de peces teleósteos del orden Anguilliformes conocidos vulgarmente como tiesos, distribuida por todas las aguas templadas y tropicales. Su nombre procede del griego: ophis (serpiente) + ichthys (pez).
Aparecen por primera vez en el registro fósil en el Eoceno inferior, durante el Terciario inferior.
Tienen espinas neurales poco desarrolladas o ausentes.

## Hábitat
La mayoría son especies marinas que suelen vivir en la costa y algunas que penetran y viven en los ríos. Muchas de estas especies pasan el tiempo enterradas en la arena, de la que salen para capturar pequeños peces y crustáceos que detectan con el sentido del olfato.

## Géneros
Existen más de 300 especies agrupadas en los más de 50 géneros siguientes:
- Subfamilia Myrophinae:
  - Ahlia (Jordan y Davis, 1891)
  - Asarcenchelys (McCosker, 1985)
  - Benthenchelys (Fowler, 1934)
  - Glenoglossa (McCosker, 1982)
  - Leptocephalus (Basilewsky, 1855)
  - Mixomyrophis (McCosker, 1985)
  - Muraenichthys (Bleeker, 1853)
  - Myrophis (Lütken, 1852)
  - Neenchelys (Bamber, 1915)
  - Pseudomyrophis (Wade, 1946)
  - Schismorhynchus (McCosker, 1970)
  - Schultzidia (Gosline, 1951)
  - Scolecenchelys (Ogilby, 1897)
  - Skythrenchelys (Castle y McCosker, 1999)
- Subfamilia Ophichthinae:
  - Allips (McCosker, 1972)
  - Aplatophis (Böhlke, 1956)
  - Aprognathodon (Böhlke, 1967)
  - Apterichtus (Duméril, 1806)
  - Bascanichthys (Jordan y Davis, 1891)
  - Brachysomophis (Kaup, 1856)
  - Caecula (Vahl, 1794)
  - Callechelys (Kaup, 1856)
  - Caralophia (Böhlke, 1955)
  - Cirrhimuraena (Kaup, 1856)
  - Cirricaecula (Schultz, 1953)
  - Dalophis (Rafinesque, 1810)
  - Echelus (Rafinesque, 1810)
  - Echiophis (Kaup, 1856)
  - Elapsopis (Kaup, 1856)
  - Ethadophis (Rosenblatt y McCosker, 1970)
  - Evips (McCosker, 1972)
  - Gordiichthys (Jordan y Davis, 1891)
  - Hemerorhinus (Weber y de Beaufort, 1916)
  - Herpetoichthys (Kaup, 1856)
  - Hyphalophis (McCosker y Böhlke, 1982)
  - Ichthyapus (Brisout de Barneville, 1847)
  - Kertomichthys (McCosker y Böhlke, 1982)
  - Lamnostoma (Kaup, 1856)
  - Leiuranus (Bleeker, 1853)
  - Leptenchelys (Myers y Wade, 1941)
  - Letharchus (Goode y Bean, 1882)
  - Lethogoleos (McCosker y Böhlke, 1982)
  - Leuropharus (Rosenblatt y McCosker, 1970)
  - Luthulenchelys (McCosker, 2007)
  - Malvoliophis (Whitley, 1934)
  - Myrichthys (Girard, 1859)
  - Mystriophis (Kaup, 1856)
  - Ophichthus (Ahl, 1789)
  - Ophisurus (Lacepède, 1800)
  - Paraletharchus (McCosker, 1974)
  - Phaenomonas (Myers y Wade, 1941)
  - Phyllophichthus (Gosline, 1951)
  - Pisodonophis (Kaup, 1856)
  - Quassiremus (Jordan y Davis, 1891)
  - Rhinophichthus (McCosker, 1999)
  - Scytalichthys (Jordan y Davis, 1891)
  - Caecula (Vahl, 1794)
  - Stictorhinus (Böhlke y McCosker, 1975)
  - Xestochilus (McCosker, 1998)
  - Xyrias (Jordan y Snyder, 1901)
  - Yirrkala (Whitley, 1940)